# Topo-guide
 (novembre 2021).

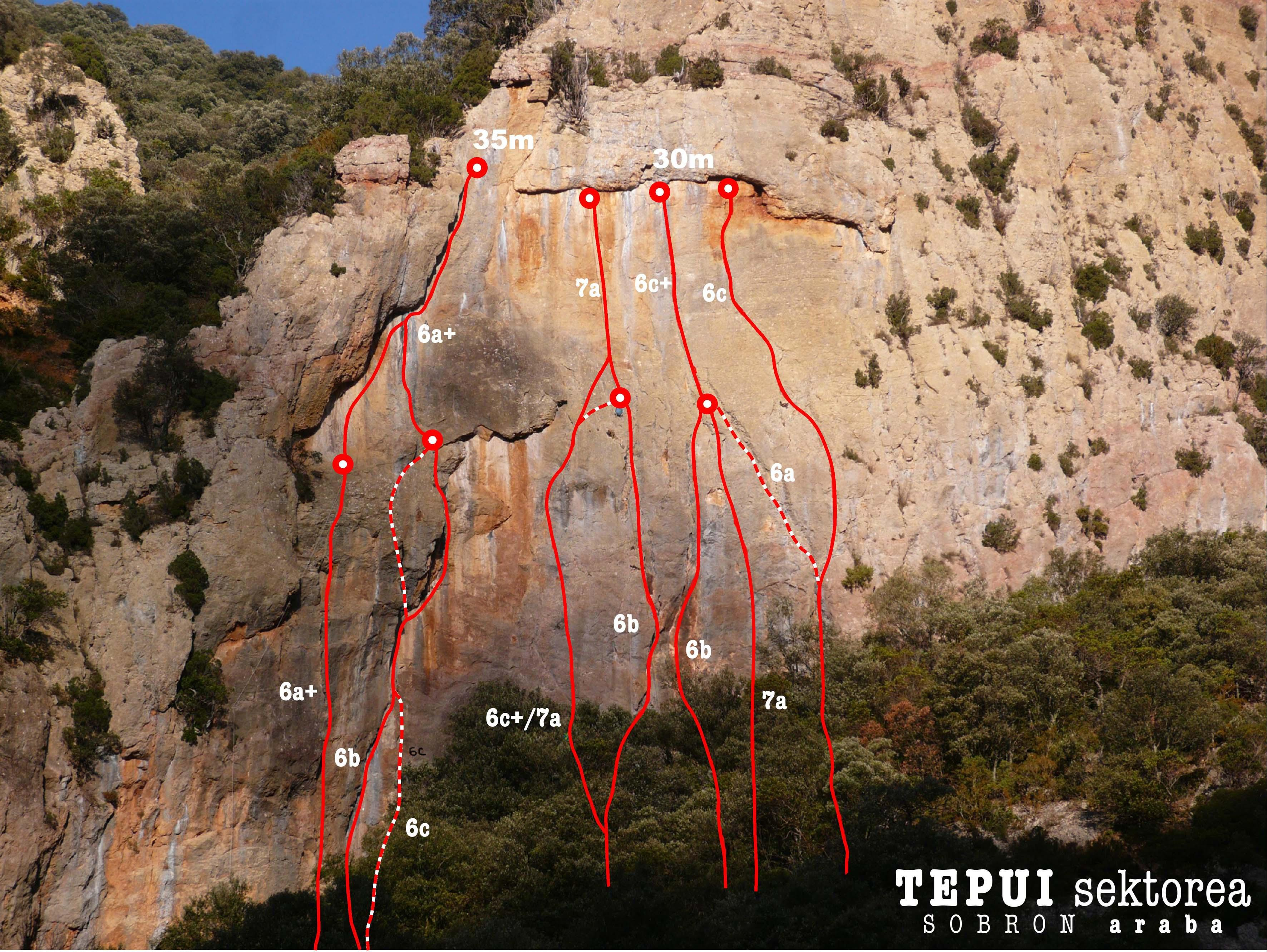
Illustration photographique d'un topo d'escalade de Sobron (Espagne) : tracé des voies, cotations, emplacements des relais.

Un topo, dans les sports de pleine nature, est le descriptif d'un itinéraire : course en montagne, voie d'escalade, parcours de randonnée pédestre, à ski, en raquettes, en VTT ou à cheval. Un topo-guide, ou topoguide, ou simplement topo par métonymie, est un ouvrage rassemblant de telles descriptions.
Les topoguides peuvent aussi fournir des informations sur les possibilités de restauration, les commerces et les hébergements. Ils incluent souvent des chapitres sur la géologie, la faune, la flore et l'histoire locales. 
Dans le domaine de l'escalade, en plus de l'emplacement des voies, la plupart des topos indiquent leur difficulté et l'équipement nécessaire pour les réaliser.

## Histoire

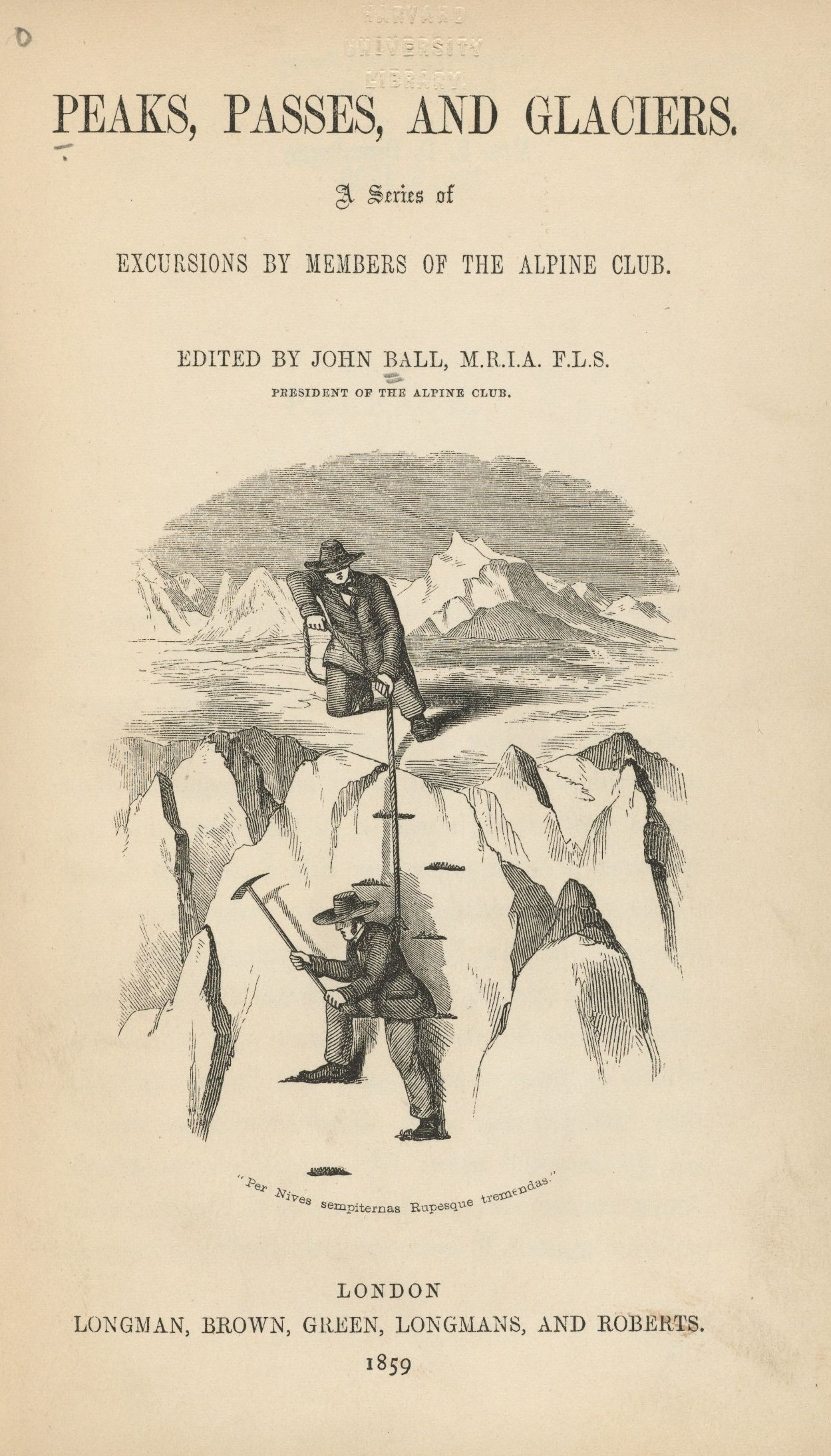
Peaks, passes, and glaciers (1859).

Les premiers descriptifs d'itinéraires d'alpinisme ont été publiés dans les journaux des clubs alpins apparus dans la seconde moitié du XIXe siècle. Le premier d'entre-eux, l'Alpine Club anglais créé en 1857, a édité Peaks, Passes, and Glaciers en 1859, suivi d'une Second series en 1862. De 1863 à 1868, John Ball qui avait dirigé Peaks, Passes, and Glaciers en tant que président de l'Alpine Club, publie The Alpine Guides en trois volumes (Western Alps, Central Alps et Eastern Alps) qui proposent un premier inventaire systématique des voies d'alpinisme dans les Alpes.
En France, le Club alpin français publie dès 1874 son Annuaire ; celui-ci devient en 1905 La Montagne, puis La Montagne et Alpinisme en 1955. On y trouve la « chronique alpine » qui recense les premières et fournit des informations sur les tracés. Parallèlement à cela, le Groupe de haute montagne entreprend l'édition du Guide Vallot qui recense les voies d'alpinisme dans le mont Blanc (première édition en 1925). En 1946, Lucien Devies publie une remise à jour complète du Guide Vallot qu'il réactualise, avec Pierre Henry et Gino Buscaini, jusqu'en 1979. En 1985, François Labande en tire une version abrégée, La Chaine du Mont-Blanc : Guide Vallot, sélection de voies en deux tomes. Labande a joué un rôle important dans la production de topo-guides francophones puisqu'on lui doit, outre celui-ci, des ouvrages consacrés à la randonnée pédestre, alpine et à ski.

## Collections et exemples
La marque « Topo-guide des sentiers de grande randonnée » a été déposée par la Fédération française de la randonnée pédestre (FFRandonnée) en 1974, mais le dépôt est expiré depuis 2014. La collection « TopoGuides » éditée par la FFRP décrit les itinéraires de randonnée pédestre, dont les sentiers de grande randonnée (GR), les sentiers de grande randonnée de pays (GRP ou GRdP) et les sentiers de promenades et de randonnées (PR), marques dont la FFRP est propriétaire. 
Plusieurs éditeurs ont fait des topo-guides le cœur de leur activité : Chamina, Libris, Olizane, Rando Éditions, Éditions de la Boussole, Vtopo et d'autres encore. Les éditions Glénat jouent un rôle majeur sur le marché francophone car, d'une part, elles produisent de nombreux ouvrages dans la collection « Randonnée et voyages » et, d'autre part, les éditions Libris, Rando Éditions et les Éditions de la Boussole font partie du groupe Glénat.
Certaines fédérations sportives (cyclisme, cyclotourisme, montagne et escalade, randonnée équestre, etc.), collectivités locales (commune, communauté de communes, département, région) et associations (office de tourisme, syndicat d'initiative, clubs) éditent leurs propres brochures.
Dans le domaine du ski de randonnée, les ouvrages des Éditions Olizane couvrent les Alpes suisses et françaises par régions (Ski de randonnée Ouest Suisse, Haute Savoie, Valais central, Haut-Valais, Savoie, Isère, Hautes-Alpes, Alpes du Sud), les Toponeiges de Volopress, maison d'édition créée par Volodia Shahshahani, proposent une description plus détaillée et illustrée par des photographies de chaque massif (Belledonne, Écrins Nord et quinze autres).

## Culture de l'escalade
Les topos d'escalade peuvent décrire les emplacements des voies de manière textuelle, mais, à partir des années 1970, les schémas sont apparus dans les pages de ces guides, puis, ultérieurement, des planches de photos. Le topo-guide intitulé Escalades dans la région des Calanques réalisé par le docteur G. Albert, fruit de trois années de travail de 1941 à 1943, comportent de nombreuses planches photographiques représentant des parois, par secteurs d'escalade, agrémentées de dessins (voies, relais) d'une grande sophistication pour l'époque. 
Les topos sont souvent auto-édités par leur auteur, et peuvent n'être disponibles que dans les commerces locaux. Les profits tirés de leur vente sont souvent utilisés pour acheter du matériel servant à équiper de nouvelles voies d'escalade. Parmi les ouvreurs, équipeurs et auteurs de topo-guides francophones figurent Michel Piola et Jean-Michel Cambon.
Les topos sont importants dans la culture de l'escalade : ils reflètent un style et une époque et constituent les archives de l'évolution technique et éthique de ce sport. La publication à venir d'un nouveau topo incitent souvent des grimpeurs à ouvrir de nouvelles voies.